# Kiralnost (fizika)
Királnost (iz grške besede starogrško χειρ: keir, kar pomeni roka) je pojav, ki se kaže v tem, da slika predmeta ni enaka predmetu. Kiralnost je pojem, ki se uporablja v fiziki, kemiji in matematiki. Nasprotje kiralnosti je akiralnost (nekiralnost). Rečemo, da je predmet, ki se razlikuje od svoje zrcalne slike, kiralen. 

## Kiralnost in vijačnost
Vijačnost (oznaka {\displaystyle h\,}) je v fiziki delcev projekcija spina ({\displaystyle {\vec {S}}\,} ) na smer gibalne količine ({\displaystyle {\hat {p}}\,}). To pomeni, da vijačnost določa komponenta spina v smeri gibanja delca.
Vijačnost je lahko
- desnosučna (vijačnost +1)
- levosučna (vijačnost -1)

## Opis kiralnosti
Kadar lahko s predmetom v celoti prekrijemo njegovo zrcalno sliko, je predmet nekiralen. To pomeni, da model leve roke iz zrcala, ne bi bil enak resnični levi roki. Kadar imamo sliko desne roke v zrcalu, ne moremo prekriti z njeno sliko resnične desne roke. Lahko pa z njo prekrijemo levo roko. To pomeni, da je roka kiralna. Podobno je z nogami. To se vidi v tem, da zelo težko damo levi čevelj na desno nogo ali pa levo rokavico na desno roko. 

### Določanje kiralnosti predmeta
Kiralnost predmeta bi lahko določili tako, da bi izdelali predmet, ki bi bil enak predmetu na zrcalni sliki. Kadar sta novi predmet in resnični predmet enaka, je predmet kiralen. V tem primeru na noben način v vrtenjem ne moremo izenačiti obeh predmetov (ju prekriti). Kadar pa lahko z vrtenjem predmeta izenačimo, je resnični predmet nekiralen. Z vrtenjem ne moremo iz desne roke (noge) dobiti leve roke (noge). Z vrtenjem ne moremo iz levega čevlja (rokavice) narediti desni čevelj (rokavice).

### Vrste kiralnosti
Kiralnost lahko nastopa na več nivojih. Kiralno je lahko celo telo ali samo njegova struktura. To pomeni, da kiralnost lahko nastopa tudi na molekularnem nivoju. Tu nastopajo kiralni centri ali kiralni C-atomi. Nek poljuben C-atom je kiralen takrat, ko je vezan na štiri različne atome ali štiri različne atomske skupine.

## Fizika osnovnih delcev in kiralnost
V fiziki osnovnih delcev kiralnost pomeni, da delec razlikuje levo in desno stran oziroma vrtenje v desno in v levo stran. (glede na smer gibanja). S spinom se lahko določi levosučnost in desnosučnost za delec. Postopek transformacije med obema se imenuje parnost.

## Kemija in kiralnost
Molekula je kiralna, če nima ravnine simetrije in zrcalne slike, ki bi bila enaka molekuli sami. Dve zrcalni sliki kiralne molekule imenujemo enantiomera ali optična izomera. Par dveh enantiomerov običajno označimo kot desnosučni (oznaka +) in levosučni (oznaka -) optični izomer, kar je odvisno od zasuka polarizirane svetlobe (v levo ali desno). Aminokisline so desnosučne, sladkorji pa levosučni izomeri. Tudi mlečna kislina ima dva izomera.